# Phaseolinae
Sous-tribu
Les Phaseolinae sont une sous-tribu de plantes à fleurs dicotylédones de la famille des Fabaceae (légumineuses), sous-famille des Faboideae, qui comprend 23 genres et environ 340 espèces, originaires pour la plupart d'Asie, d'Afrique et de Madagascar, et pour 6 genres du continent américain. C'est, avec les Cajaninae, Clitoriinae, Ophrestiinae, Kennediinae, Erythininae, Diocleinae et Glycininae, l'une des huit sous-tribus qui composent la tribu des Phaseoleae. 
Le genre-type est Phaseolus L.

## Liste de genres
Les genres inclus dans la sous-tribu des Phaseolinae sont les suivants:
- Ancistrotropis
- Alistilus
- Austrodolichos
- Cochliasanthus
- Condylostylis
- Decorsea
- Dipogon
- Dolichopsis
- Dolichos
- Dysolobium
- Helicotropis
- Lablab
- Leptospron
- Macroptilium
- Macrotyloma
- Mysanthus
- Neorautanenia
- Nesphostylis
- Oryxis
- Otoptera
- Oxyrhynchus
- Phaseolus
- Physostigma
- Psophocarpus
- Ramirezella
- Sigmoidotropis
- Spathionema
- Sphenostylis
- Strophostyles
- Vatovaea
- Vigna
- Wajira

Selon Pasquet et al., 2013  :
- Wajira (précédemment inclus dans les Phaseolastrae),
- Sphenostylis, Nesphostylis, Dolichos et Macrotyloma, (exclus des Phaseolastrae)
- Lablab, Dipogon, Spathionema et Vatovaea (inclus dans les Phaseolastrae),
- Physostigma, Vigna, Phaseolus et les genres étroitement alliés (inclus dans les  Phaseolastrae).